# Aloe schelpei
Aloe schelpei é uma espécie de liliopsida do gênero Aloe, pertencente à família Asphodelaceae.